# Dietrich-Bonhoeffer-Kirche (Frankfurt am Main)

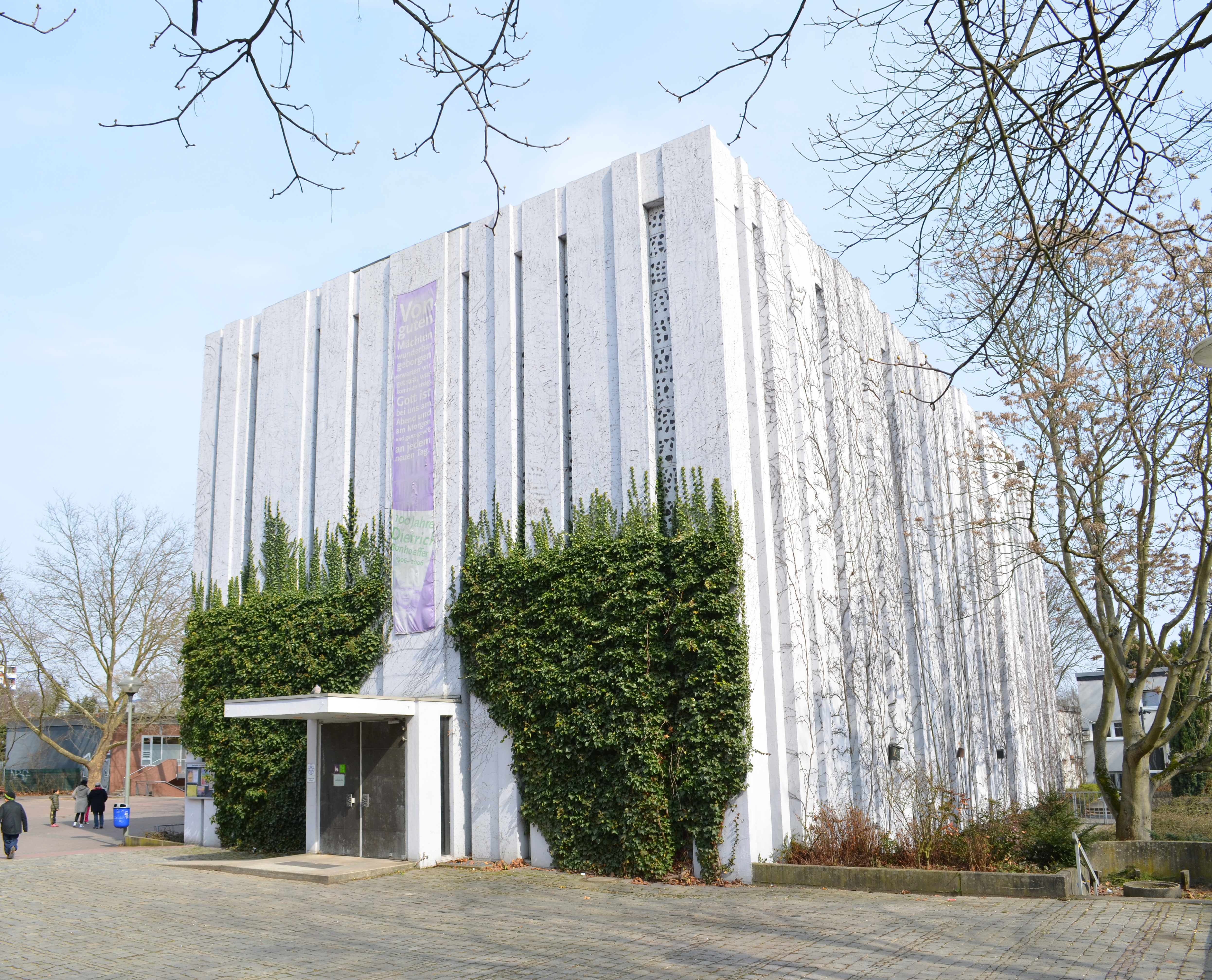
Dietrich-Bonhoeffer-Kirche, von Westen

Die evangelische Dietrich-Bonhoeffer-Kirche in der Frankfurter Nordweststadt entstand im Zuge der Stadtteilentwicklung in den Jahren 1967 bis 1969 nach Plänen des Architekten Werner W. Neumann und ist nach Dietrich Bonhoeffer benannt, einem Vertreter der Bekennenden Kirche. Die Kirche ist ein Kulturdenkmal. Sie gehörte zur Evangelischen Kirchengemeinde Frankfurt am Main - Nordwest im Stadtdekanat Frankfurt und Offenbach in der Propstei Rhein-Main der Evangelischen Kirche in Hessen und Nassau.

## Lage
Die Kirche liegt im Norden der Trabantenstadt auf Niederurseler Gemarkung im Stadtteilzentrum an der Thomas-Mann-Straße. Hierzu gehören neben der Dietrich-Bonhoeffer-Kirche die katholische St.-Matthias-Kirche, mehrere Kinderbetreuungseinrichtungen und eine Ladenpassage.

## Architektur
Die Kirche besteht aus einem flachgedeckten und in Sichtbeton gehaltenen Kubus ohne Chorraum und Turm. Die Außenwände sind durch senkrechte, unterschiedlich breite und tiefe Betonbänder und Lichtschlitze gegliedert. Von dem westlich gelegenen Platz aus tritt man in das Gebäude ein. Über ein Foyer, das inzwischen als Gemeinderaum genutzt wird, gelangt man in den Kirchenraum, der 360 Personen Platz bietet.
Die Wände bestehen aus braunem Klinkermauerwerk und sind ähnlich wie die Außenwand durch senkrechte Vor- und Rücksprünge gegliedert. Im Inneren sorgen 38 wandhohe Fensterschlitze aus verzinnten Bleifolien, in die Brocken aus teils farbigem Dickglas eingelassen sind, für ein gedämpftes, feierliches Licht. Sie wurden von Hermann Goepfert entworfen, ebenso wie das runde Deckenoberlicht über dem Altar mit skulpturalen Elementen aus Aluminium, die ein gebündeltes Licht auf den zentralen Bereich werfen.
Die Kirche ist heute ein Kulturdenkmal aufgrund des Hessischen Denkmalschutzgesetzes.

## Ausstattung
Altar, Taufbecken und Kanzel sind aus Kunststein gefertigt. Sie sind teils mit Betonreliefs des Künstlers Thomas Zach gestaltet. Die Reliefs nehmen Bonhoeffers Gedanken auf, wie beispielsweise der Spruch Beten und Tun des Gerechten an der Brüstung der Empore. Die Kanzel erinnert mit dem Bibelwort „Tue deinen Mund auf für die Stummen“ (Spr 31,8 ) an Bonhoeffers Eintreten für Verfolgte in der Zeit des Nationalsozialismus. Der Taufstein greift die Schilderung des Weltgerichtes aus dem Matthäusevangelium auf: „Ich bin hungrig und durstig gewesen, und ihr habt mir zu essen und zu trinken gegeben. Ich bin ein Fremder gewesen, und ihr habt mich aufgenommen. Ich bin nackt gewesen, und ihr habt mich gekleidet. Ich bin krank gewesen und ihr habt mich besucht.“' (Mt 25,35–36 )
Über dem Eingang befindet sich auf der Empore die Orgel. Das Werk der Orgelbaufirma Ott aus Göttingen hat 10 Register und entstand 1970.
Die Kirche wird auch für Ausstellungen und Konzerte genutzt.

## Gemeinde
Die Dietrich-Bonhoeffer-Gemeinde wurde 1965 gegründet. Zuvor hatte seit 1963 ein Kapellenwagen auf einem Sattelschlepper als „Kirche unterwegs“ für die ersten Bewohner der 1962 bis 1968 erbauten Nordweststadt gedient. Der Kapellenwagen bot etwa 80 Personen Platz.
Am Karfreitag 1964 wurde eine Baracke auf dem Bauplatz der künftigen Kirche eingeweiht.
Zum 1. Januar 2020 fusionierte die Gemeinde mit den benachbarten Gemeinden St. Thomas (Heddernheim), Cantate-Domino (Nordweststadt) und Gustav Adolf (Niederursel) zur Evangelischen Kirchengemeinde Frankfurt am Main - Nordwest.
Die Kirche befindet sich im Besitz des Evangelischen Regionalverbands, der 2023 ankündigte, sie an eine andere Kirchengemeinde verkaufen zu wollen. Die Dietrich-Bonhoeffer-Gemeinde feierte am 24. September 2023 den letzten Gottesdienst in ihr. Bereits 2021 hatte die Gemeinde die Bonhoeffer-Kirche und das alte Pfarrhaus an den Regionalverband übertragen, da sie für die Unterhaltskosten nicht mehr aufkommen konnte.